# فيتالي جانيلت
فيتالي جانيلت (بالألمانية: Vitaly Janelt)‏ (مواليد 10 مايو 1998) هو لاعب كرة قدم ألماني يلعب في مركز الوسط المدافع في نادي برينتفورد.

## روابط خارجية
- فيتالي جانيلت على موقع الاتحاد الدولي (مؤرشف)  (الإنجليزية)
- فيتالي جانيلت على موقع الاتحاد الأوربي (الإنجليزية)
- فيتالي جانيلت على موقع إي إس بي إن إف سي (الإنجليزية)
- فيتالي جانيلت على موقع قاعدة بيانات كرة القدم.إي يو (الإنجليزية)
- فيتالي جانيلت على موقع Soccerbase.com (لاعب) (الإنجليزية)
- فيتالي جانيلت على موقع Soccerway.com (الإنجليزية)
- فيتالي جانيلت على موقع عالم كرة القدم.نت (الإنجليزية)